# Longbridge
Longbridge is een wijk in Birmingham. De wijk telt 24.865 inwoners (2001). Vroeger stond in Longbridge het hoofdkantoor van BMC, Austin en Austin-Healey.